# بردگوریهای تنگ لشتر
بردگوریهای تنگ لشتر در شهرستان اردل، بخش مرکزی، روستای لشتر۱ واقع شده و این اثر در تاریخ ۲۴ فروردین ۱۳۸۲ با شمارهٔ ثبت ۸۱۹۰ به‌عنوان یکی از آثار ملی ایران به ثبت رسیده است.